# Robin Söderling
Robin Bo Carl Söderling (1984. augusztus 14. –) svéd hivatásos teniszező. Eddigi pályafutása során 5 ATP-tornán diadalmaskodott. Jelenleg ő a legmagasabban rangsorolt svéd versenyző. Pályafutása legnagyobb eredményét a 2009-es Roland Garroson érte el, ahol 23. kiemeltként egészen a döntőig menetelt, nála magasabban rangsorolt játékosokat legyőzve, köztük – a torna szenzációját okozva – a négyszeres címvédő Rafael Nadalt. A döntőt Roger Federerrel szemben elvesztette, de sikerével így is a 12. helyre kapaszkodott fel a világranglistán. Söderling a 2009-es évet a világranglista 8. helyén zárta. 2010-ben az Ausztrál Openen való gyors búcsúja után (1.kör), ismét bejutott a Roland Garros döntőjébe, ahol a negyeddöntőben a világelső és címvédő Roger Federert, tavalyi legyőzőjét búcsúztatta. A döntőben a második helyen kiemelt Rafael Nadaltól kapott ki. Ezzel a 6. helyig menetelt előre a világranglistán.

## Grand Slam-tornák
| Verseny                | 2001 | 2002 | 2003 | 2004 | 2005 | 2006 | 2007 | 2008 | 2009  | 2010  | Nyert-vesztett |
| ---------------------- | ---- | ---- | ---- | ---- | ---- | ---- | ---- | ---- | ----- | ----- | -------------- |
| Australian Open        | A    | A    | LQ   | 2k   | 1k   | A    | 1k   | A    | 2k    | 1k    | 2–5            |
| Roland Garros          | A    | A    | LQ   | 1k   | 2k   | 1k   | 1k   | 3k   | D     | D     | 9–6            |
| Wimbledon              | A    | A    | 3k   | 1k   | 1k   | 1k   | 3k   | 2k   | 4k    | 1/4 D | 8–7            |
| US Open                | A    | 2k   | 1k   | 2k   | 3k   | 2k   | A    | 1k   | 1/4 D | 1/4 D | 9–7            |
| Nyert-vesztett meccsek | 0-0  | 1-1  | 2-2  | 2-4  | 3-4  | 1-3  | 2-3  | 3-3  | 14-4  | 0-1   | 28–24          |

### Győzelmei (4)
| Összesítés                                            | Összesítés |
| ----------------------------------------------------- | ---------- |
| Grand Slam-torna                                      | (0)        |
| ATP World Tour Masters 1000 / ATP Masters Series      | (0)        |
| ATP World Tour 500 Series / International Series Gold | (1)        |
| ATP World Tour 250 Series / International Series      | (4)        |
| ATP World Tour Finals / Tennis Masters Cup            | (0)        |

| No. | Dátum             | Helyszín             | Borítás         | Ellenfél a döntőben | Eredmény a döntőben   |
| 1.  | 2004. október 4.  | Lyon, Franciaország  | Szőnyeg         | Xavier Malisse      | 6–2, 3–6, 6–4         |
| 2.  | 2005. január 31.  | Milánó, Olaszország  | Szőnyeg         | Radek Štěpánek      | 6–3, 6–7, 7–6         |
| 3.  | 2008. október 26. | Lyon, Franciaország  | Szőnyeg         | Julien Benneteau    | 6-3, 6-7(5), 6-1      |
| 4.  | 2009. július 19.  | Båstad, Svédország   | Salak           | Juan Mónaco         | 6–3, 7–6(4)           |
| 5.  | 2010. február 14. | Rotterdam, Hollandia | kemény (fedett) | Mihail Juzsnij      | 6-4, 2-0 visszalépett |

### Elvesztett döntői (8)
| No. | Dátum             | Helyszín                             | Borítás    | Ellenfél a döntőben | Eredmény a döntőben |
| 1.  | 2003. október 26. | Stockholm, Svédország                | Kemény     | Mardy Fish          | 5-7 6-3 6-7(4)      |
| 2.  | 2004. február 29. | Marseille, Franciaország             | Kemény     | Dominik Hrbatý      | 6-4 4-6 4-6         |
| 3.  | 2006. február 26. | Memphis, Amerikai Egyesült Államok   | Kemény     | Tommy Haas          | 3-6 2-6             |
| 4.  | 2008. február 24. | Rotterdam, Hollandia                 | Kemény (f) | Michaël Llodra      | 7-6(3), 3-6, 6-7(4) |
| 5.  | 2008. március 2.  | Memphis, Amerikai Egyesült Államok   | Kemény     | Steve Darcis        | 3-6, 6-7(5)         |
| 6.  | 2008. október 12. | Stockholm, Svédország                | Kemény (f) | David Nalbandian    | 2-6, 7-5, 3-6       |
| 7.  | 2009. június 7.   | Roland Garros, Párizs, Franciaország | Salak      | Roger Federer       | 1-6, 6-7(1), 4-6    |
| 8.  | 2010. június 6.   | Roland Garros, Párizs, Franciaország | Salak      | Rafael Nadal        | 4-6, 2-6, 4-6       |

### Páros

#### Győzelmei (1)
| No. | Dátum            | Helyszín           | Borítás | Partner        | Ellenfél a döntőben                 | Eredmény a döntőben |
| 1.  | 2008. július 13. | Bastad, Svédország | Salak   | Jonas Björkman | Johan Brunstrom / Jean-Julien Rojer | 6–2, 6-2            |

## Év végi világranglista-helyezései
| Év       | 2001 | 2002 | 2003 | 2004 | 2005 | 2006 | 2007 | 2008 | 2009 |
| Helyezés | 444  | 163  | 60   | 34   | 77   | 25   | 41   | 17   | 8    |